# پولی اسپیس
پولی اسپیس (انگلیسی: Puli Space) شرکت هوافضای مجارستانی است، که در سال ۲۰۱۰ تأسیس شد.